# Crash démographique
Pour les articles homonymes, voir Crash.
 (octobre 2007).
On appelle crash démographique, ou « hiver démographique », l'hypothèse, vérifiée en Europe (en particulier en Allemagne et en Italie) et dans plusieurs autres pays comme le Japon ou la Corée du Sud, selon laquelle le taux de natalité, loin de se stabiliser au niveau du taux de mortalité à la fin de la transition démographique, poursuivrait momentanément sa décroissance pour se maintenir à bas niveau, accentuant le vieillissement des populations et, étant inférieur au taux de mortalité, provoquant leur diminution importante, à rythme plus ou moins rapide.
Un crash démographique est une version « extrême » du déclin démographique.

## Origine du concept et discussion
Le crash démographique est le titre d'un ouvrage paru en 1999 et écrit par Michel Schooyans (Le crash démographique), professeur émérite de l'Université catholique de Louvain (Belgique) où il a enseigné vingt-cinq ans la philosophie politique, membre de l'Institut royal des relations internationales (Bruxelles), de l'Institut de démographie politique (Paris), et du Population Research Institute (Washington). L'inventeur de l'expression « hiver démographique » est quant à lui le recteur Gérard-François Dumont (L'hiver démographique), directeur de la revue Population et Avenir, Membre du Conseil national de l'information statistique et professeur à la Sorbonne.
Certains démographes français, se basant sur l'évolution extrêmement rapide de nombreux pays, notamment en Europe, sonnèrent l'alarme dès les années 1980, dans la lignée antimalthusienne d'Alfred Sauvy. On compte parmi eux Jacques Dupâquier, Pierre Chaunu (spécialistes en démographie historique), Jean-Didier Lécaillon. Ils furent rejoints par Raymond Aron (« Les Européens sont en train de se suicider par dénatalité », 1983) ou par des politiques comme François Mitterrand (« une France pauvre d’enfants dans une Europe plus pauvre encore », Lettre aux Français, 1988) ou encore Jacques Chirac (« le recul de la natalité porte en germe la baisse de notre compétitivité», 1994).
Le crash démographique est une notion discutée : thématique initialement avancée, pour la déplorer, par des penseurs dont le combat politique est à rapprocher des mouvements populationnistes ou à la suite d'Alfred Sauvy qui dénonçait déjà en 1980 un « refus de voir » le non-renouvellement des générations en France, elle est contestée par les tenants malthusiens de l'écologie profonde ou les membres du Club de Rome, qui encouragent une restriction du nombre d'humains à l’échelle de la planète ou minimisent la baisse annoncée par leurs adversaires idéologiques. Cependant, pour le cas de l'Europe, qui est particulièrement concernée, bien des hommes politiques de toutes tendances ont dénoncé jusqu'à un « suicide démographique », tel Michel Rocard clôturant la conférence dite « des familles » le 20 janvier 1989 : « La plupart des États d’Europe occidentale sont en train de se suicider, de se suicider par la démographie, sans même en avoir conscience. » Ces prises de conscience successives ont donné lieu en octobre 2004 au « Pacte européen pour la jeunesse » signé par MM. Zapatero, Chirac, Schröder et Persson au président de la Commission européenne.

## Mesure et projections
Les inquiétudes des démographes se tournent particulièrement vers l'Europe, dont la fécondité est d'un niveau inédit par sa faiblesse, et n'assure plus le renouvellement des générations. Aujourd'hui[Quand ?], plusieurs pays d'Europe perdent des habitants, notamment en Europe de l'Est. On retrouve une situation semblable en Asie orientale où le Japon connaît une diminution de sa population depuis plusieurs années.
À l'échelle mondiale, selon l'hypothèse moyenne retenue par l'ONU en 2004, après une période de croissance jusque vers 2050 où elle atteindrait 9,1 milliards d'habitants, la population mondiale se mettrait à décroître, retrouverait en 2100 son niveau de 2006, puis régresserait à 3 milliards (population de 1960) en 2200.
Les projections démographiques font toutefois l’objet de révisions constantes. Celles de l’ONU ont longtemps été revues à la baisse. Elle prévoyait ainsi pour 2050 : 11,1 milliards d’habitants (en 1973) ; 9,4 milliards (en 1996) ; 9,3 milliards (en 2000) ; 9,07 milliards (en 2004).
Dans les années 2010, à l'inverse, on constate que la transition démographique est moins rapide que prévu. L'équilibre ne serait pas atteint vers 2050 (9,7 milliards), mais plutôt vers 2100 (11,1 milliards). Cette évolution globale cache des situations contrastées : la moitié de l'augmentation se concentre dans 9 pays (Inde, Nigeria, Pakistan, RDC, Éthiopie, Indonésie, Égypte, États-Unis…), quand le déclin est tel dans 51 pays, dont 15 en Europe, notamment de l'Est, que leur existence même pourrait être menacée.
À titre d'exemple, la Bulgarie, qui avait vu sa population passer de 7,25 à 8,97 millions d'habitants entre 1950 et 1986, est revenue en 2015 à 7,2 millions d'habitants, soit une perte de 19,7%, et les projections pessimistes envisagent 4,5 millions d'habitants en 2050.

## Causes du crash démographique
La croissance démographique au XXe siècle fut inédite par son ampleur, confortant momentanément les théories du malthusianisme ou la peur du péril jaune (Jacques Decornoy, 1970), en particulier au cours des années 1970 qui connurent l'apogée de la croissance de la population mondiale.
À ces causes idéologiques s'ajoutèrent, pour jouer un rôle en faveur de la diminution de la fécondité :
- l'urbanisation de la population mondiale (50 % d'urbains en l'an 2007),
- la hausse du niveau de vie,
- des changements de mentalités divers selon les cultures,
- ou parfois des politiques étatiques néo-malthusiennes.

La croissance démographique mondiale connut ainsi une inflexion au ralentissement au milieu des années 1970. L'effet d'inertie démographique, bien connue des démographes, et l'augmentation de l'espérance de vie qui explique pour une bonne part l'accroissement de la population mondiale « par le haut » (GF Dumont), masquèrent cependant pendant plusieurs années ces nouvelles tendances. Les politiques de limitation des naissances, parfois brutales, comme en Inde, en Chine ou au Brésil où une grande partie des femmes furent stérilisées sans véritable consentement[réf. nécessaire], continuèrent tout au long des années 1980-90. L'ONU continua également de promouvoir des programmes variés, incitatifs, afin de limiter les naissances.

## Les prospectives envisagées
Selon le rapport sur la famille (2005) dirigé par Michel Godet et Évelyne Sullerot, la masse de la population italienne sera réduite d'un tiers dans 50 ans. Dans le cas global de l'Europe, où les femmes n'ont en moyenne que 1,4 enfant par femme en 2004 (le seuil de renouvellement des générations étant de 2,1 enfants par femme), on peut modéliser selon un calcul conçu par Jacques Dupâquier :
Si on prend une génération 1 de 100 personnes adultes (soit 48 femmes en âge de procréer), il faut que ces 48 femmes mettent au monde 2,1 enfants chacune afin que la génération 2 soit renouvelée et comprenne à son tour 48 x 2,1 = 100 personnes.
En Europe, la fécondité d'une telle génération 1 n'assure que 1,4 enfant par femme, la génération 2 sera donc de (100/2,1) × 1,4 = 48 × 1,4 = 67 (environ) personnes.
Par un rapide calcul en chaîne, et en supposant un indice de fécondité constant, on peut envisager l'avenir de l'Europe pour les générations suivantes :
- génération 3 = (67/2,1) × 1,4 = 45
- génération 4 = (45/2,1) × 1,4 = 30 personnes, soit un tiers de la génération 1.

Ce phénomène spectaculaire de régression démographique (en environ 1 siècle), qui ne tient évidemment compte que de mouvements naturels (ici la fécondité) montre en quoi la fécondité en Europe peut influer sur la population européenne si cette fécondité se maintient à terme. Cette fécondité peut cependant évoluer : en ce sens, le calcul effectué ci-dessus ne peut que mettre en évidence les caractéristiques des fécondités européennes actuelles en en accentuant leurs effets par leur prolongement fictif — qui ne sera sans doute pas réalisé (soit par hausse, soit par nouvelle baisse de la fécondité — l'Allemagne de l'Est étant déjà à 0,8 enfant par femme en moyenne) — dans les années à venir.
Ce mouvement global, dont on peut donc mesurer déjà les effets en Europe, est accentué par l'espacement des générations entre elles (l'âge de la première maternité est en effet de plus en plus élevé, ce qui influe davantage à la baisse sur les taux de natalité). Ces effets démographiques, mis également en perspective par des simulations informatiques sur des pyramides des âges qui tiennent compte de l'évolution à la hausse de l'espérance de vie, confirment le vieillissement inéluctable précédant puis accompagnant la diminution des populations, avec ce que cela suppose de rétractation de la consommation donc de l'économie libérale.

## Des politiques envisagées pour faire face au non-renouvellement des générations
Au-delà des querelles des démographes, des politiques sont concrètement envisagées à différentes échelles pour faire face à ces évolutions qui marquent déjà les structures socio-économiques des pays européens.
À l'échelle mondiale, l'ONU prévoit que pour faire face au crash démographique européen, l'Europe aurait besoin de 13 millions d'immigrants par an (selon un rapport en date de l'an 2000). La revue Population et Société a mis en évidence que cette solution aurait autant d'effets que de remplir le Tonneau des Danaïdes[Comment ?]. Il faut aussi tenir compte du fait que même les pays dits du Tiers Monde (y compris en Afrique, selon G.F. Dumont) connaissent aujourd'hui un ralentissement démographique rapide, et que l'Europe ne pourra éternellement compter sur des apports extérieurs pour assurer le financement des retraites des européens. Si la contraception en effet limite les naissances de manière réversible, les stérilisations en masse, concernant 17 % des femmes en couple en âge de procréer à l'échelle mondiale — jusqu'à 40 % sur certains continents[Lesquels ?] —, sont irréversibles, influant définitivement sur la fécondité. Or, par effet d'inertie, le manque de naissances actuel aura des conséquences dans les générations suivantes, de la même manière que les guerres mondiales ont provoqué des générations creuses visibles de génération en génération sur les pyramides des âges, comme par exemple celle de la Russie — où la pyramide est en forme de « sapin de Noël ».
À l'échelle européenne, le récent (mars 2005) livre Vert du commissaire européen Vladimir Spidla rédigé pour la Commission européenne afin de mettre en évidence le vieillissement du « Vieux Monde », envisage de son côté des politiques démographiques pour empêcher, ou réduire, les effets de ce crash qui aurait déjà commencé.
En France, Michel Godet et Évelyne Sullerot ont fait en novembre 2005 un rapport pour le Conseil d’analyse économique (conseil gouvernemental) mettant en évidence les besoins d'une politique familiale tout en dénonçant une « omerta démographique » qui a aveuglé pendant longtemps les décideurs. Selon Michel Godet, ces politiques familiales, soutenues par la chambre de Front populaire qui vota le Code de la Famille en 1939 ou par Alfred Sauvy, ont cependant été longtemps reportées, discréditées médiatiquement à cause des politiques des dictatures européennes, depuis Vichy jusqu'à Salazar, qui avaient été natalistes. Cependant, si en effet on ne peut empêcher le vieillissement « par le haut » dû au papy-boom à venir, on peut l'éviter « par le bas » en encourageant les naissances, les femmes ayant un enfant de moins que ce qu'elles désirent, par manque d'une politique permettant de concilier travail et vie familiale. Le vieillissement suivi du crash démographique (ou déclin) européen, annonce le rapport Godet/Sullerot, pourra sans doute provoquer à terme d'autres crashs de type économique (croissance économique à rebours), dont l'annonce avant-coureur médiatique est le problème des retraites.